# Критика Amnesty International
Критика Amnesty International включає заяви про упередженість відбору, а також упередженість щодо ідеології та зовнішньої політики щодо незахідних країн або країн, які отримують підтримку Заходу. Різні уряди, які критикувала Amnesty International, у свою чергу критикували організацію, скаржачись на те, що, як вони стверджують, є одностороннім звітуванням.
Окрім звітів про права людини, Amnesty піддається критиці за високі зарплати деяких її співробітників, а також за робоче середовище, включаючи проблему інституційного расизму в організації.

## Критика по країні

### Звинувачення в прозахідній упередженості
Це включає в себе незахідні уряди, які стверджують, що Amnesty є ідеологічно упередженим проти них, наприклад уряди Демократичної Республіки Конго, Китайської Народної Республіки, В'єтнаму та Росії, які критикували Amnesty International за те, що, як вони стверджують, є одностороннім звітуванням або неврахуванням загроз безпеці як пом'якшувального фактора. Дії цих урядів — та інших урядів, які критикують Amnesty International — були предметом занепокоєння щодо прав людини, озвученого Amnesty.

### Звинувачення в антизахідній упередженості

#### США
У 2005 році Amnesty International заявила, що Сполучені Штати є порушниками прав людини. Білий дім відкинув ці звинувачення, заявивши, що вони не підтверджені фактами.
Російський дисидент Павло Литвинов сказав про критику АІ на адресу США: «Використовуючи гіперболу та спотворюючи різницю між репресивними режимами та недосконалістю демократії, речники Amnesty піддають її авторитету. Порушення прав людини в США здаються майже нікчемними порівняно з тими, які вчинили Куба, Північна Корея, Пакистан чи Саудівська Аравія».

##### Коментар Гуантанамо

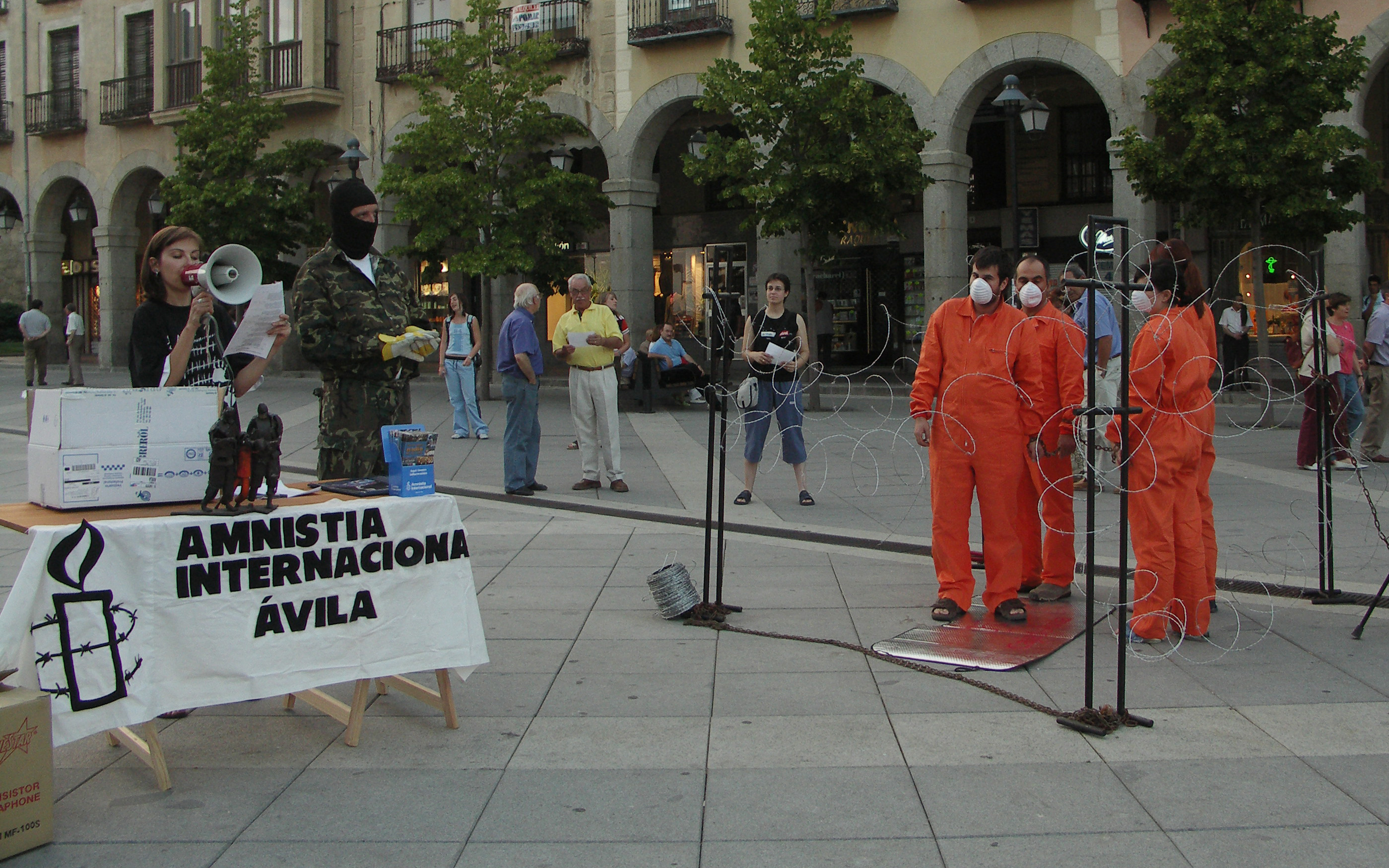
Протест проти порушення прав людини у в'язниці Гуантанамо (червень 2006)

У передмові до звіту Amnesty International за 2005 рік Генеральний секретар Айрін Хан назвала в'язницю Гуантанамо «ГУЛАГом нашого часу, що закріплює практику свавільного та безстрокового утримання під вартою всупереч міжнародному праву». Суди військових комісій висміяли правосуддя та належний процес. На наступній прес-конференції вона додала
Якщо Гуантанамо викликає в пам'яті образи радянських репресій, «примарні ув'язнені» — або тримання під вартою без зв'язку з зовнішнім світом незареєстрованих ув'язнених — повертають практику «зникнень», таку популярну серед латиноамериканських диктаторів у минулому. Згідно з офіційними джерелами США, їх може бути понад 100 ув'язнених-привидів, утримуваних США. У 2004 році США утримували тисячі людей в Іраку, сотні в Афганістані та невідомі цифри в невідомих місцях. AI закликає адміністрацію США закрити Гуантанамо та розкрити решту.
Колишній міністр оборони США Дональд Рамсфелд вважав коментарі «осудливими», віце-президент Дік Чейні сказав, що він «ображений», а президент Буш сказав, що вважає звіт «абсурдним». Редакційна стаття The Washington Post написала, що «останнім часом організація намагалася приберегти свої найжорстокіші засудження не для світових диктаторів, а для Сполучених Штатів». Правозахисна організація Human Rights Watch також критикувала адміністрацію Буша за табір у своїй світовій доповіді за 2003 рік, заявивши: «Вашингтон ігнорує стандарти прав людини у своєму власному поводженні з підозрюваними в тероризмі».
Едмунд МакВільямс, старший офіцер дипломатичної служби США у відставці, який спостерігав за жорстоким поводженням радянських і в'єтнамських в'язнів у їхніх «гулагах», захистив порівняння Amnesty International. «Я зауважив, що зловживання, про які я повідомляв у цих нелюдських системах, паралельні зловживанням, про які повідомлялося в Гуантанамо, на авіабазі Баграм в Афганістані та у в'язниці Абу-Грайб: ув'язнених підвішували до стелі та забили до смерті; широко поширене „водяний борд“; ув'язнені „зникли“, щоб запобігти моніторингу з боку Міжнародного Комітету Червоного Хреста — і все це майже без підзвітності вищого рівня».
Павло Литвинов, правозахисник і колишній в'язень «ГУЛАГу» радянських часів, розкритикував аналогію, сказавши: «За будь-якими стандартами Гуантанамо та подібні американські в'язниці в інших місцях не нагадують умовами утримання чи масштабом концентрацію табірна система, яка була ядром тоталітарної комуністичної системи».
Джон Подгорец, пишучи в New York Post про різницю між Гуантанамо та радянським ГУЛАГом, сказав: «Можливо, люди, які працюють в Amnesty International, справді вважають, що ув'язнення 600 певних або підозрюваних терористів дорівнює ув'язненню 25 мільйонів… Раби. Випадок Amnesty International доводить, що люди з добрими намірами можуть зробити мораль справою свого життя і при цьому бути не більш ніж моральними ідіотами».
Вільям Ф. Шульц, виконавчий директор Amnesty International США, захистив цю заяву, сказавши: «Абсурдом є спроба президента Буша заперечити цілеспрямовану політику його адміністрації». і «Що є „абсурдним“ і справді обурливим, так це те, що адміністрація Буша не змогла провести повне незалежне розслідування». Генеральний секретар Ірен Хан також відповіла, сказавши: «Відповідь адміністрації полягала в тому, що наш звіт є абсурдним, що наші звинувачення не мають підстав, і наша відповідь дуже проста: якщо це так, відкрийте ці центри ув'язнення, дозвольте нам та іншим відвідати їх».
Оскільки адміністрація США спочатку стверджувала, що ці ув'язнені не мають права на захист Женевських конвенцій, Верховний суд США виніс рішення проти цього тлумачення в 2006 році Після цього 7 липня 2006 року Міністерство оборони опублікувало внутрішню записку про те, що в'язні в майбутньому матимуть право на захист відповідно до Женевських конвенцій.
У 2010 році Гіта Сахгал, старший чиновник Amnesty, публічно засудила організацію за її співпрацю з колишнім ув'язненим Гуантанамо Моаззамом Беггом з Cageprisoners. У листі до керівництва Amnesty вона написала: «З'являтися на трибунах з найвідомішим британським прихильником Талібану, якого ми розглядаємо як правозахисника, є грубою помилкою в судженні». Вона попередила, що це «становить загрозу правам людини». Бегг об'їздив Європу з представниками Amnesty. У 2010 році Клаудіо Кордоне заявив, що погляди Бегга на переговори з Талібаном або роль джихаду в самозахисті не суперечать правам людини, навіть якщо він може з ними не погоджуватися. Твердження Кордоне розкритикували Амріта Чачі, Сара Хоссейн і Суніла Абейсекера, які заявили, що «оборонний джихад» або «захист релігії» часто використовується як привід для порушення прав людини мусульманськими, християнськими та індуїстськими екстремістами.

## Політика Amnesty International щодо абортів
У квітні 2007 року Amnesty International змінила свою нейтральну позицію щодо абортів на підтримку доступу до абортів у випадках зґвалтування та інцесту, а також у випадках, коли життя або здоров'я матері може бути під загрозою. Офіційна політика Amnesty полягає в тому, що вони «не пропагують аборти як загальне право», але «підтримують декриміналізацію абортів». За словами заступника генерального секретаря Кейт Гілмор, дебати щодо змін були важкими, але врешті переважна більшість національних відділень Amnesty підтримала зміни. Проти зміни виступили кілька організацій, зокрема високопоставлені діячі католицької церкви, яка традиційно сильно підтримує Amnesty International, і група законодавців США. Прес-секретар Amnesty Сюзанна Трімел підрахувала, що «жменька, ймовірно, менше 200» із понад 400 000 членів вийшли через це питання.
У червні 2007 року Папська рада католицької церкви «Справедливість і мир» виступила із заявою, в якій закликала католиків не робити пожертвувань Amnesty через її позицію щодо абортів. Кардинал Ренато Мартіно сказав, що аборт — це вбивство, як і «виправдання його вибірково, у випадку зґвалтування, тобто визначення невинної дитини в животі матері як ворога, як „те, що можна знищити“». В інтерв'ю National Catholic Register кардинал сказав, що, на його думку, «якщо Amnesty International продовжуватиме йти так, окремі особи та католицькі організації повинні відмовитися від своєї підтримки, тому що, вирішивши просувати права на аборти, AI зрадила свої права місія». Церква у всьому світі припинила фінансування Amnesty, і церкви в різних місцях вжили інших заходів, щоб розірвати свої зв'язки з групою.

## Декриміналізація секс-роботи
У червні 2013 року виникла плутанина, коли місцевий відділ Amnesty UK під назвою Paisley Branch схвалив шотландський законопроект, який намагався криміналізувати секс-роботи. Amnesty UK видалила своє ім'я зі списку прихильників законопроекту, заявивши, що це суперечить її міжнародній політиці не криміналізувати «самого секс-працівника чи себе самого», ані «статеві зв'язки між дорослими за згодою», а також «заборона поєднання торгівлі людьми та сексу». робота'. Ця проблема змусила Amnesty International прояснити свою позицію щодо правового статусу секс-бізнесу.
Коли на початку 2014 року з'явився проект політики, кілька феміністок аболіціоністів і колишніх секс-працівниць засудили цю пропозицію.
7 липня 2015 року оновлений проект було надано членам Amnesty International. New York Times повідомила, що, хоча «дехто скаржився, що це було задумано в штаб-квартирі Amnesty в Лондоні», "національні відділення організації розглянули різні версії, і виник консенсус на підтримку декриміналізації лише для повій, відповідно до протоколи організаційних зборів. Проект політики від липня 2015 року став результатом дворічних досліджень і консультацій з його членами і пропонував декриміналізувати як продавців, так і покупців сексуальних послуг; його планувалося винести на голосування близько 500 делегатів Amnesty з понад 80 країн на конференції Amnesty International у Дубліні в серпні 2015 року Пропозицію розкритикували аболіціоністські феміністські організації, зокрема Коаліція проти торгівлі жінками (CATW), яка опублікувала відкритого листа, підписаного понад 400 захисниками та організаціями, засуджуючи «пропозицію Amnesty ухвалити політику, яка закликає до декриміналізації сутенерів, публічних будинків. власники та покупці сексу — стовпи глобальної секс-індустрії вартістю 99 мільярдів доларів». Всупереч твердженням, що декриміналізація зробить людей, які займаються проституцією, безпечнішими, CATW посилається на дослідження, яке стверджує, що дерегуляція секс-індустрії дала катастрофічні результати в кількох країнах: «уряд Німеччини, наприклад, який дерегулював індустрію проституції в 2002 році, виявив, що секс-індустрія не стала безпечнішою для жінок після прийняття закону про неї. Натомість вибухове зростання легальних публічних будинків у Німеччині спровокувало зростання торгівлі секс-торгівлею». Натомість CATW звернулася до Amnesty з проханням підтримати так звану скандинавську модель, за якою покупці секс-послуги та звідники криміналізуються, а повії — декриміналізовані.
На початку серпня велика кількість громадських організацій опублікували відкритий лист на підтримку пропозиції щодо декриміналізації. Організації, які підтримують позицію Amnesty International, включають Глобальну мережу проектів секс-бізнесу (NSWP), Комітет з прав секс-працівників у Європі (ICRSE), Мережу захисту прав секс-працівників у Центральній і Східній Європі та Центральній Азії (SWAN), Human Rights Watch та Глобальний альянс проти торгівлі жінками. 11 серпня 2015 року засідання Міжнародної ради (ICM) проголосувало за резолюцію, яка дозволила Міжнародній раді розробити та прийняти політику декриміналізації. New York Times описала це як результат «днів емоційних дебатів та інтенсивного лобіювання», повідомляючи, що лобіювання табору прихильників скасування смертної кари було особливо «агресивним», але більшість проголосувала за пропозицію декриміналізації як «найкращий спосіб зменшити ризики для повій». проти «свавільних арештів і затримання, здирства і переслідувань, а також фізичного і сексуального насильства». Після голосування французька група аболіціоністів оголосила, що в майбутньому більше не співпрацюватиме з Amnesty. У травні 2016 року Amnesty опублікувала свою політику, закликаючи уряди в усьому світі декриміналізувати секс-бізнес за згодою як найкращий спосіб покращити права людини секс-працівників і відкидаючи «скандинавську модель»; деякі аболіціоністські групи розкритикували цей крок.

## Звіти про війну в Газі 2014 року
У 2015 році Amnesty опублікувала звіт під назвою «Незаконні та смертоносні: ракетні та мінометні атаки палестинських збройних груп під час конфлікту між Газою та Ізраїлем у 2014 році», в якому описуються порушення прав людини під час війни в Газі 2014 року. Вчений Норман Фінкельштейн у книзі «Газа: розслідування її мучеництва» пише, що звіт непропорційно зосереджувався на діях палестинських збройних угруповань, при цьому занижуючи звіти та підкреслюючи масштаб і контекст ізраїльських військових дій.
Фінкельштейн розкритикував звіт за його велику залежність від ізраїльських джерел і розповідь, яка применшувала дії Ізраїлю, водночас підкреслюючи дії палестинських збройних груп. Зосереджуючись на використанні палестинськими збройними групами некерованих ракет, Фінкельштейн пише, що у звіті не вдалося належним чином розглянути асиметрію влади між Ізраїлем і збройними групами Гази та результуючу різницю у впливі їхніх відповідних наступів. Як конкретний приклад, звіт описує арсенал ХАМАС без посилання на джерела для цих тверджень::242
Більшість з 8,3 мільйона жителів Ізраїлю та всі 2,8 мільйона палестинців на окупованому Західному березі… зараз знаходяться в радіусі принаймні деяких ракет, які утримуються палестинськими збройними групами в секторі Газа
У доповіді також цитується твердження Ізраїлю про те, що він перехопив судно з іранськими ракетами, «що прямували до Гази», але не згадується, що група експертів ООН встановила, що іранська зброя насправді прямувала до Судану. Фінкельштейн також вказує на те, що у звіті цитується твердження Ізраїлю про те, що наземне вторгнення було розпочато, щоб «знищити систему тунелів…, особливо ті, що мають шахти, виявлені поблизу житлових районів Ізраїлю», але не цитує офіційну ізраїльську документацію, яка доводить, що ці тунелі використовувалися лише для військових операцій.:243
Фінкельштейн також заявив, що звіт перекладає відповідальність за атаки Ізраїлю на мечеті, школи, лікарні, машини швидкої допомоги та електростанцію з Ізраїлю на ХАМАС, посилаючись на заяви ізраїльських офіційних осіб, які заперечують, що, наприклад, електростанція була навмисним цілем. Фінкельштейн звинуватив Amnesty у відбілюванні атак Ізраїлю, припускаючи наявність дійсної військової цілі, коли не було представлено жодних доказів, що свідчать про наявність військової цілі.
Книга Фінкельштейна також поставила під сумнів юридичний аналіз звіту, стверджуючи, що міжнародне право застосовувалося упереджено, що надає перевагу ізраїльським тлумаченням. Він стверджував, що Amnesty International прийняла викривлене розуміння таких понять, як пропорційність і відмінність, які, як він стверджував, фактично відбілили потенційні військові злочини, скоєні ЦАХАЛОМ.
Пізніше Amnesty опублікувала другий звіт під назвою «Бійня „Чорної п'ятниці“ в Рафаху під час конфлікту в Ізраїлі та Газі в 2014 році» про 4-денне бомбардування Рафаха. У доповіді напад описується як непропорційний, невибірковий і звинувачується ізраїльська армія в тому, що вона не вжила всіх розумних запобіжних заходів. Фінкельштейн пише, що принцип пропорційності має значення лише тоді, коли переслідується дійсна військова мета. У цьому випадку свідчення солдатів ЦАХАЛу показують, що кампанія бомбардування була застосуванням Директиви Ганнібала у відповідь на викрадення лейтенанта ЦАХАЛу Хадара Голдіна, де метою було запобігти його захопленню, гарантуючи, що він не виживе під час бомбардування. Фінкельштейн стверджує, що націлювання на Голдіна з метою запобігання обміну полоненими не може вважатися дійсною військовою метою, і, отже, відповідним правовим принципом є навмисне націлювання на цивільних осіб і цивільні об'єкти. У звіті представлені докази, які, за словами Фінкельштейна, Amnesty не аналізує належним чином з юридичної точки зору. Наприклад, Фінкельштейн цитує зі звіту: : 277—283 
1 серпня під час «сильного бомбардування цивільного району» ракета, запущена безпілотником, убила 20-річного чоловіка. Численні свідки згадували безжальні бомбардування, обстріли та ракетні атаки, в той час як «люди бігли… всі піднімали білі прапори».
У звіті зазначається, що ця атака «здавалося невибірковою», тоді як Фінкельштейн пише, що відсутність вірогідної військової цілі вказує на навмисну атаку на цивільних.

## Ізраїль
Міністерство закордонних справ Ізраїлю розкритикувало доповідь про адміністративне затримання від травня 2012 року, заявивши, що вона була «односторонньою», «не особливо серйозною» і «здавалась не більш ніж піар-трюком». Посольство Ізраїлю в Лондоні назвало Amnesty «смішним». Amnesty зазначила, що цей звіт «не призначений для розгляду порушень прав затриманих з боку Палестинської влади або де-факто адміністрації ХАМАС. Ці порушення розглядалися і продовжуватимуть розглядатися окремо організацією».
Деякі люди критикували Amnesty за сприяння незбалансованому та надмірному фокусу на Ізраїлі. Американський єврейський конгрес стверджує, що критика Amnesty щодо Ізраїлю спотворює закон війни, «читаючи закон війни так, ніби це закон, що забороняє війну», і неправильно тлумачить Женевські конвенції щодо питання пропорційності у війні.
У 2010 році Френк Йоханссон, голова Amnesty International у Фінляндії, назвав Ізраїль нілкімаа, принизливий термін, який по-різному перекладається як «держава покидьків», «держава-повзуч» або «держава-панк». Йоханссон підтримав свою заяву, заявивши, що вона ґрунтується на «неодноразовому зневазі Ізраїлем міжнародного права» та його особистому досвіді спілкування із ізраїльтянами. На запитання журналіста про те, чи можна так охарактеризувати ще якусь країну на землі, він відповів, що не може згадати жодної, хоча деяких окремих «російських чиновників» можна так охарактеризувати. За словами ізраїльського професора Джеральда М. Штайнберга з неурядової організації Monitor, групи проізраїльської кампанії: «Amnesty International пропагує інтенсивну антиізраїльську ідеологію, що призвело до таких заяв».
У листопаді 2012 року Amnesty UK розпочала дисциплінарний процес проти співробітника Крістіана Бенедикта, менеджера кампанії Amnesty UK, через публікацію в його обліковому записі Twitter, яка була антисемітською, стосовно трьох єврейських членів парламенту та операції «Стовп оборони», де він написав: «Луїза Еллман, Роберт Хелфон і Лучіана Бергер заходять у бар… кожен замовляє порцію B52… #Gaza». Amnesty International UK повідомила, що «це питання було передано нашим внутрішнім та конфіденційним процесам». Директор кампанії Amnesty Тім Генкок сказав: «Ми не вважаємо, що гумор є доречним у нинішніх обставинах, особливо від наших співробітників». Пізніше представник Amnesty International у Великобританії заявив, що благодійна організація вирішила, що «твіт, про який йде мова, був необдуманим і міг бути образливим і підбурюючим, але не був расистським чи антисемітським».
У квітні 2015 року на щорічних загальних зборах Amnesty International у Великобританії делегати проголосували (468 голосів проти 461) проти пропозиції щодо кампанії проти антисемітизму у Великобританії. Під час дебатів щодо подання було досягнуто консенсусу щодо того, що Amnesty повинна боротися з «дискримінацією всіх етнічних і релігійних груп», але розділилися щодо питання антирасистської кампанії з «єдиним фокусом». Видання Jewish Chronicle зазначило, що раніше Amnesty International опублікувала звіт про дискримінацію мусульман у Європі. Монітор неурядової організації оприлюднив заяву, в якій говориться, що це рішення «підкреслює лицемірство та моральне банкрутство того, що колись було лідером у захисті прав людини».
У листопаді 2016 року Amnesty International провела друге внутрішнє розслідування Бенедикта за порівняння Ізраїлю з Ісламською державою.
У квітні 2021 року Amnesty International дистанціювалася від твіту, написаного в 2013 році її новим генеральним секретарем Агнес Калламар, у якому говорилося: «Інтерв'ю Шимона Перреса [sic] для NYT, де він визнає, що Ясер Арафат був убитий»; Amnesty відповіла, сказавши: "Твіт був написаний поспішно і некоректний. Він не відображає позицію Amnesty International чи Agnès Callamard. " Сама Калламард не видалила твіт.
11 березня 2022 року Пол О'Брайен, директор Amnesty International США, заявив на закритому заході: «Ми виступаємо проти ідеї — і це, я думаю, екзистенційна частина дебатів — що Ізраїль має бути збережений як держава для єврейського народу», додавши, що «Amnesty не має політичних поглядів з жодного питання, включаючи право держави Ізраїль на виживання». Він також відкинув опитування, яке виявило, що 8 із 10 американських євреїв були проізраїльськими, сказавши: "Я вважаю, що мій інтуїція підказує мені, що євреї в цій країні хочуть знати що є святилище, яке є безпечним і стабільним місцем, яке євреї, єврейський народ можуть називати своїм домом. " 14 березня 2022 року всі 25 єврейських демократів у Палаті представників оприлюднили рідкісну спільну заяву, в якій докоряли О'Браєну, заявивши, що він «додав своє ім'я до списку тих, хто, протягом століть намагалися заперечити та узурпувати незалежність єврейського народу» і «засуджуючи цю та будь-яку антисемітську спробу відмовити єврейському народу в контролі над своєю долею». 25 березня 2022 року О'Браєн написав єврейським конгресменам: «Я шкодую, що представляю погляди єврейського народу».

## Ймовірні зв'язки з Братами-мусульманами та ісламістами
У серпні 2015 року газета The Times повідомила, що Ясмін Хуссейн, тодішній директор відділу віри та прав людини Amnesty, а раніше голова відділу захисту прав людини на міжнародному рівні та видатний представник в Організації Об'єднаних Націй, мала "незадекларовані приватні зв'язки з людьми, які ймовірно були ключовими гравцями в таємній мережа глобальних ісламістів «, включаючи „Братів-мусульман“ і ХАМАС. Об'єднані Арабські Емірати звинуватили чоловіка пані Хусейн Ваель Мусаббе та громадський трест у Бредфорді, директорами якого були як пан Мусаббе, так і пані Хусейн, у фінансовій та ідеологічній мережі, яка пов'язувала „Братів-мусульман“ з їх філією в ОАЕ., яку уряд ОАЕ в 2013 році звинуватив у спробі повалити уряд. Amnesty заявила, що у 2013 році знала про передбачувані зв'язки між „Братами-мусульманами“, паном Мусаббе та Бредфордським трестом, але не усвідомлювала, що існує будь-який зв'язок із пані Хусейн, дружиною Мусаббе 20 років; це також поставило під сумнів справедливість судового розгляду. Пан Мусаббе сказав, що не має жодного стосунку до „Братів-мусульман“ і не є ісламістом.
The Times також детально описує випадки, коли Хусейн, як стверджується, мав неналежно тісні стосунки з родиною Аль-Каззаз, члени якої були високопоставленими міністрами уряду в адміністрації Мохаммеда Мурсі та лідерами Братів-мусульман у той час. У 2012 році співробітники Amnesty попередили владу в організації після того, як пані Хусейн провела приватну, неофіційну зустріч у Єгипті з Адлі аль-Каззазом, радником міністерства освіти, якого профспілка вчителів звинуватила у „побратимстві“ системи освіти Єгипту; ділився вечерею зі своєю родиною; і залишилися ночувати у них вдома. Політика Amnesty International суворо забороняє їй ставати на бік будь-якого уряду чи політичної партії, і співробітників Amnesty просять заявляти про зв'язки, які можуть спричинити реальний або уявний конфлікт інтересів з її незалежністю та неупередженістю. Amnesty International повідомила, що провела внутрішнє розслідування та повідомила пані Хусейн, що її нічліг у родині Аль-Каззаз був недоречним. Пані Хусейн вибачилася та заперечила підтримку „Братів-мусульман“, заявивши, що „будь-які зв'язки є виключно випадковими“.

## Протест уряду Ірану проти заяв Amnesty про кількість загиблих під час протестів проти палива в Ірані в 2019 році
19 листопада 2019 року Amnesty International повідомила, що щонайменше 106 мирних жителів були „незаконно вбиті“ іранськими силами безпеки під час протестів в Ірані 2019 року, які були спровоковані обуренням через раптове підвищення цін на бензин. Пізніше Amnesty збільшила цю цифру до 304, стверджуючи, що неозброєні протестувальники були навмисно вбиті владою, яка дала „зелене світло“ жорстокому придушенню інакомислення. Іранська влада, визнаючи, що деякі озброєні бунтівники були застрелені поліцією, відкинула дані Amnesty як „чисту брехню“ та частину „кампанії дезінформації, яка ведеться проти Ірану з-за меж країни“.
Речник судової влади Голамхуссейн Есмаїлі заперечив, що насправді багато людей убили озброєні учасники заворушень, але Amnesty та інші організації, тим не менш, „назвали імена людей, які загинули в інших інцидентах, які відрізняються від недавніх заворушень, і багато з цих людей стверджували бути вбитими живими“. Секретар Вищої ради національної безпеки (SNSC), контр-адмірал Алі Шамхані, також заперечував, що загибель цивільного населення була здебільшого викликана силами безпеки, і замість цього стверджував, що „понад 85 відсотків жертв недавніх заворушень у містах провінції Тегеран не були забрані. участь у будь-якому з протестів.“. У слабо завуальованому спростуванні Amnesty генеральний прокурор Мохаммад Монтазері відповів, що „люди, які перебувають за межами країни, не мають доступу до точної інформації та точних цифр. Вони надають різні цифри, які є недійсними“. Крім того, у своєму прес-релізі від 16 грудня директор з досліджень Amnesty для MENA Філіп Лютер не визнав масових підпалів, вандалізму та мародерства, очевидних під час протестів/заворушень, що призвело до силової відповіді, або повідомлення про вбивство силовики теж. Він також, здається, неправильно процитував верховного лідера, аятоллу Хаменеї, який заявив, що всі протестуючі на вулицях були „лиходіями“. Іранський лідер, по суті, розрізняв тих, хто мирно заперечує проти політики уряду, і тих, хто знищує майно: „Деякі люди, безсумнівно, стурбовані цим рішенням (підняти ціну на бензин)… але диверсії та підпали відбуваються“. лиходіями, а не нашими людьми». Далі аятолла Хаменеї уточнив, що вбитих у будь-якому перехресному вогні між силами безпеки та озброєними бунтівниками/диверсантами слід розглядати як «мучеників».
20 травня 2020 року Amnesty опублікувала остаточний звіт про протести, в якому вперше назвала імена 232 із 304 передбачуваних жертв. Amnesty також визнала, що багато з убитих були перехожими, які навіть не протестували під час своєї смерті. Сам звіт піддався різкій критиці двома незалежними аналітиками, які звинуватили Amnesty у спотворенні багатьох фактів, необґрунтованих заявах та ігноруванні ключових доказів. 1 червня 2020 року іранський законодавець Моджтаба Золнур повідомив, що було вбито 230 осіб, у тому числі 6 офіцерів служби безпеки та 40 добровольців Baseej. Більше чверті були випадковими перехожими, які, за його словами, були вбиті бунтівниками.

## Звіт Amnesty International про знущання на робочому місці за 2019 рік
У лютому 2019 року керівництво Amnesty International запропонувало піти у відставку. Пропозиція надійшла після незалежного звіту групи Konterra, яка виявила те, що вона назвала «токсичною культурою» знущань на робочому місці, а також численні докази знущань, домагань, сексизму та расизму. Доповідь була створена на замовлення Amnesty після розслідування самогубств 30-річного ветерана Amnesty Gaetana Mootoo в Парижі в травні 2018 року (який залишив записку, посилаючись на робочий тиск) і 28-річної стажистки Розалінд МакГрегор у Женеві в липні 2018 року. У звіті Konterra зазначено, що: «39 відсотків співробітників Amnesty International повідомили, що у них виникли проблеми з психічним або фізичним здоров'ям як прямий результат роботи в Amnesty». У звіті зроблено висновок, що «організаційна культура та невдачі в управлінні є основною причиною більшості проблем із благополуччям персоналу».
У звіті говориться, що зусилля Amnesty щодо вирішення своїх проблем були «спеціальними, реактивними та непослідовними», а співробітники описали команду вищого керівництва як незрозумілу, некомпетентну та бездушну. Ті, хто підписали листа з пропозицією піти у відставку, були старші директори з досліджень, офісу Генерального секретаря, глобального збору коштів, глобальних операцій, людей і послуг, законодавства та політики, кампаній і комунікацій. Однак генеральний секретар Amnesty International Кумі Найду не погодився на відставку, а замість цього запропонував щедрі звільнення зацікавленим менеджерам, у тому числі старшому директору Mootoo Анні Нейстат, яка безпосередньо причетна до звіту про смерть Mootoo. Найду заявив, що його пріоритетом було «відновити довіру в небезпечний час, коли амністія потрібна як ніколи».
Після того, як ніхто з керівників не був притягнутий до відповідальності, група працівників подала петицію до керівника Amnesty про відставку. 5 грудня 2019 року Найду пішов у відставку з посади генерального секретаря Amnesty через стан здоров'я. Того ж дня тимчасовим генеральним секретарем була призначена Джулі Верхаар.

## Конфлікт щодо бюджетної кризи 2019 року
У 2019 році генеральний секретар Amnesty International Кумі Найду визнав, що до кінця 2020 року в бюджеті організації виникла дірка до 17 мільйонів фунтів стерлінгів донорських грошей. Щоб впоратися з бюджетною кризою, Naidoo оголосила співробітникам, що штаб-квартира організації скоротить майже 100 робочих місць у рамках термінової реструктуризації. Unite the Union, найбільша профспілка Великої Британії, заявила, що звільнення є прямим результатом «перевитрати командою вищого керівництва організації» і відбулося «незважаючи на збільшення доходів». Компанія Unite, яка представляє співробітників Amnesty, побоювалася, що скорочення найбільше впадуть на працівників з нижчими доходами. Зазначається, що в минулому році 23 найбільших заробітчан Amnesty International отримали загалом 2,6 мільйона фунтів стерлінгів — у середньому 113 000 фунтів стерлінгів на рік. Unite вимагав перевірити, чи потрібно мати стільки менеджерів в організації.

## Суперечка щодо таємних виплат у 2020 році
У вересні 2020 року The Times повідомила, що Amnesty International виплатила 800 000 фунтів стерлінгів компенсації за самогубство Гаетана Муту на робочому місці та вимагала від його сім'ї зберігати угоду в таємниці. Досудова угода між лондонським Міжнародним секретаріатом Amnesty та дружиною Моту була досягнута за умови, що вона збереже угоду в таємниці, підписавши NDA. Це було зроблено спеціально для того, щоб запобігти обговоренню мирової угоди з пресою чи соцмережами. Ця домовленість викликала критику в соціальних мережах, і люди запитували, чому така організація, як Amnesty, потурає використанню угод про нерозголошення. Шайста Азіз, співзасновник феміністської правозахисної групи НУО «Безпечний простір», запитав у Twitter, чому «провідна у світі правозахисна організація» використовує такі контракти. Джерело грошей було невідоме. Amnesty заявила, що виплата сім'ї Motoo «не буде здійснюватися з пожертв або членських внесків».

## Індія
29 вересня 2020 року індійське відділення Amnesty International опублікувало заяву, в якій оголосило про призупинення своєї діяльності в країні після того, як Управління правоохоронних органів, яке розслідує фінансові злочини та порушення в Індії, наказало заморозити його банківські рахунки. У своїй заяві міністерство внутрішніх справ Індії заявило, що Amnesty порушила закони Індії, отримавши кошти з-за кордону. Amnesty, яка заявила, що зазнала переслідувань з боку уряду Індії за її дії щодо прав людини, зокрема за її заклик до відповідальності в індійському штаті Кашмір, відкинула звинувачення та заявила, що подасть апеляцію в індійські суди.
Раніше, у 2009 році, індійське відділення Amnesty призупинило свою діяльність в Індії, оскільки уряд УПА відхилив його заявку на отримання іноземного фінансування.

## Олексій Навальний
24 лютого 2021 року Amnesty оголосила, що позбавить Олексія Навального статусу в'язня совісті через коментарі, які він зробив про мігрантів у 2007 і 2008 роках Amnesty заявила, що заяви Навального, отруєного «Новачком» у 2020 році та ув'язненого Росією у лютому 2021 року, можуть бути підбурюванням до дискримінації, насильства чи ворожнечі, відповідати рівню «мови ворожнечі», а отже, несумісні з ярлик «в'язень сумління».
Рішення Amnesty зустріли гострою критикою з боку прихильників, британських парламентаріїв та інших опозиційних діячів Росії. Критики відзначили, що багато з первинних скарг, які змусили Amnesty скасувати свій статус, посилалися на матеріал, який походив з облікового запису Twitter, який, як видається, був пов'язаний з російською державою, а менеджер Amnesty в Росії з питань медіа стверджував, що, схоже, була скоординована кампанія про -Кремль змушує дискредитувати Навального; святкуючи це рішення, голова російської державної телевізійної мережі RT Маргарита Симоньян назвала джерело початкових звинувачень проти Навального «нашим оглядачем». Схоже, що рішення було прийнято лондонською штаб-квартирою Amnesty без консультації з московським відділенням; 27 лютого 2021 року Джулі Вахаар, генеральний секретар Amnesty, оголосила про внутрішнє розслідування процесу, за допомогою якого Amnesty змінила кандидатуру Навального, заявивши, що Amnesty була об'єктом «наклепницької кампанії російського уряду». Під час приватної розмови в Zoom із проросійськими пранкерами, які видавали себе за соратників Навального, члени керівництва Amnesty, включаючи Вахаара, визнали, що цей крок «завдав багато шкоди».
7 травня 2021 року Amnesty перевизначила Навального як в'язня сумління та вибачилася, заявивши, що «прийняла неправильне рішення» та вибачилася особисто перед Навальним «та активістами в Росії та в усьому світі, які невтомно борються за його свободу» за негативні наслідки їхнього рішення; Amnesty також зауважила, що їхні дії були використані для «подальшого порушення прав Навального». Вони також уточнили, що, змінюючи Навальний на посаду POC, Amnesty не мала на увазі схвалення його минулих коментарів, які вона визнала «осудливими». Леонід Волков, керівник штабу Навального, відповів у Twitter, що «вміння визнавати помилки та рухатися далі — це найважливіше, що відрізняє нормальних людей від Путінів [sic]». Amnesty також заявила, що перегляне процедуру визнання осіб в'язнями сумління.

## 2022 Вторгнення Росії в Україну

### Розпуск російським урядом
На початку березня 2022 року під час російського вторгнення в Україну в 2022 році Роскомнадзор заблокував російськомовний сайт Amnesty International. На початку квітня 2022 року Міністерство юстиції Росії оголосило про примусове закриття російського відділення Amnesty International через те, що організація допустила «порушення чинного законодавства РФ».

### Звіт про розміщення українських сил на цивільних територіях
4 серпня 2022 року Amnesty International опублікувала звіт, в якому йдеться про те, що вона знайшла докази того, що Збройні сили України кілька разів базували сили та озброєння в житлових районах, коли поблизу були життєздатні альтернативи. Крім того, Amnesty заявила, що хоча ці випадки не виправдовують російських нападів на цивільних осіб і що в ряді випадків, які вони розслідували, українські сили не діяли подібним чином, ця тактика ризикувала поставити під загрозу цивільне населення. Доповідь Amnesty послідувала за звітом Управління Верховного комісара ООН з прав людини в червні, в якому попереджалося, що і російські, і українські війська закріпилися «або в житлових районах, або поблизу цивільних об'єктів, звідки вони почали військові дії, не вживаючи заходів». для захисту присутніх цивільних осіб, як того вимагає міжнародне гуманітарне право ", і доповідь Х'юман Райтс Вотч у липні, в якій говориться, що вона знайшла докази трьох випадків, коли «українські війська розмістили сили в будинках, де жили люди, але не вжили жодних очевидних дій, щоб переселити мешканців у безпечніші райони» та чотири випадки, коли російські війська зробили те саме.
Звіт Amnesty викликав значне обурення в Україні. Президент України Володимир Зеленський звинуватив Amnesty у спробах «амністувати державу-терориста та перекласти відповідальність з агресора на жертву», а міністр закордонних справ України Дмитро Кулеба заявив, що звіт створює «хибний баланс між гнобителем і жертвою, між країною, яка знищує сотні і тисячі мирних жителів, міст, територій, і [] країною, яка відчайдушно захищається». Редакція Kyiv Independent різко розкритикувала звіт, вказавши на недоліки в аргументації та заявивши, що «Amnesty [International] не змогла належним чином сформулювати, хто був головним винуватцем насильства в Україні».
Звіт також викликав значні суперечки в інших західних країнах. У редакційній статті, опублікованій британською газетою The Times, Amnesty International назвали «пропагандистами Путіна», зазначивши, що організація вже має «попередню форму приниження себе перед Кремлем», відмовившись визнати російського опозиціонера Олексія Навального в'язнем сумління, і заявивши, що «амністія, очевидно, нічого не навчилася з цього фіаско». Британський консервативний журналіст Стівен Поллард написав у The Daily Telegraph, що Amnesty була «повним моральним банкрутом» і що нею керує «антизахідна одержимість».
Доповідь Amnesty розкритикували такі військові та юридичні експерти, як Джон Спенсер, фахівець із вивчення війни в містах, який заявив, що поради українським військам не перебувати в містах не мають сенсу, оскільки обставини війни вимагали цього. Слідчий ООН із військових злочинів Марк Гарласко заявив, що у звіті Amnesty неправильно введено закон, а також що Україна докладає зусиль для захисту цивільних осіб, зокрема допомагає їм переселитися. Подальшу критику висловили французький філософ Бернар-Анрі Леві та італійський журналіст Лоренцо Кремонезі.
Проте звіт отримав схвальну оцінку кількох російських і проросійських діячів, у тому числі російського посольства в Лондоні, що викликало подальшу критику організації.
Після публікації звіту Оксана Покальчук, голова Amnesty International в Україні, подала у відставку, залишила організацію та опублікувала пояснення у The Washington Post 13 серпня. Співзасновник Amnesty International Sweden Пер Вестберг також припинив свої відносини з організацією на знак протесту проти звіту. Канадське відділення Amnesty оприлюднило заяву, в якій висловило жаль, серед іншого, через «недостатній контекст і правовий аналіз». 12 серпня німецьке відділення Amnesty опублікувало заяву, в якій вибачилося за деякі аспекти оприлюднення звіту та його вплив, заявивши, що його буде розглянуто в рамках процесу, ініційованого на міжнародному рівні, щоб визначити, що пішло не так, і засудивши його інструменталізацію російською владою.
У середині жовтня 2022 року Незалежна міжнародна слідча комісія ООН щодо України оприлюднила звіт, у якому містився розділ із висновками, подібними до висновків звіту Amnesty. У звіті зазначено, що Комісія «задокументувала, що в районах, контрольованих українськими збройними силами, зокрема під час першої фази бойових дій, у деяких випадках також було відсутність розмежування між збройними силами та цивільним населенням, що створювало ризик для цивільних».
Amnesty замовила незалежну перевірку звіту, який просочився до The New York Times у середині квітня 2023 року та був опублікований Amnesty у середині травня 2023 року Перевірка показала, що «основний фактичний висновок» звіту був «розумно обґрунтований наданими доказами», але звіт мав низку недоліків, включаючи завищене юридичне тлумачення того, що українські сили порушили гуманітарне право, використовуючи «неоднозначне, неточні та в деяких відношеннях юридично сумнівні» формулювання в прес-релізі, а також те, що була «нездатність проактивно отримати точку зору Amnesty Ukraine і розуміння контексту».

## Штучні зображення
Репортаж про репресії під час колумбійських протестів 2021 року був проілюстрований псевдореалістичними зображеннями, згенерованими штучним інтелектом. Незважаючи на те, що вони були позначені як такі, ШІ критикували за підрив довіри до нього. В організації пояснили відмову від попереднього використання фотографій спробою захистити протестувальників. У відповідь на критику компанія видалила зображення зі своїх публікацій у соціальних мережах.

## Дивись також
- Критика Human Rights Watch